# Chřestýš diamantový
Chřestýš diamantový neboli kostkovaný (Crotalus adamanteus) je jedovatý had z čeledi chřestýšovitých, největší druh chřestýše. Je to zřejmě nejnebezpečnější a zároveň největší jedovatý had Severní Ameriky. Vyskytuje se na jihovýchodě Spojených států. Průměrná délka činí 84–183 cm. Nejdelší nalezené exempláře měly délky 251 cm a 244 cm, hmotnost může dosáhnout až dvanácti kilogramů. Zbarvení je šedé nebo pískové, na hřbetě má světlou kresbu v podobě mřížky či několik řad kosočtverců, odtud název. Chřestýš diamantový umí dobře plavat. Dokáže přeplavat slanou vodu a díky tomu se tak dostat na blízké ostrovy. Živí se zejména menšími savci (myši, zajíci), obojživelníky a ptáky.
Přestože zatím nepatří k druhům s vysokým stupněm ohrožení, jeho stavy průběžně klesají. Je tak například loven kvůli atraktivnímu vzoru kůže.

## Rozšíření
Chřestýš diamantový obývá jihovýchodní část USA. Od státu Louisiana až po Severní Karolínu. Centrem výskytu je potom Florida a Georgia. Přednostně zde vyhledává suché borové a dubové lesy. Dále také obývá písčité biotopy a pobřežní duny.

## Chov v zoo
Tento druh byl v srpnu 2019 chován ve dvou desítkách evropských zoo. V rámci Česka se v tu dobu jednalo pouze o Zoo Praha. V minulosti byl tento druh chován rovněž v Zoo Liberec, Zoo Plzeň a Zoo Terárium Praha.

### Chov v Zoo Praha
Chřestýš kostkovaný byl v Zoo Praha prvně chován v letech 1951 a 1952. Po více než půl století pak došlo k obnovení chovu v roce 2012. V průběhu roku 2018 byl samec doplněn o samici od soukromého chovatele, a vznikl tak chovný pár. 25. července 2019 se vylíhla první tři mláďata.
Tento druh je k vidění v pavilonu šelem a plazů v dolní části zoo. Zajímavostí je, že expozice chřestýšů vznikla při poslední rekonstrukci pavilonu v letech 2011 a 2012 a na její podobě se podíleli také odborníci z botanických zahrad v Praze i Plzni. Díky tomu vznikla biotopová vitrína s endemickým druhem borovice a třemi druhy floridských palem.